# Hamelin II de Montoire
Hamelin II de Montoire, alias Hamelin II de Langeais (1066 - 1108), seigneur de Langeais et de Montoire.

## Biographie
Il est sire de Montoire de 1073/1084 à 1108.
Fils de Gautier de Langeais, issu des vicomtes du Mans et de Vendôme.
Il épouse Helvise de Montoire, fille d'Eude Doubleau I et de Plaisante de Montoire, dont il est veuf en 1100. 
Ils eurent trois enfants :
- Philippe (après 1096- avant 1108)
- Eude Doubleau (après 1096- avant 1108)
- Pierre (-1139) qui lui succède comme sire de Montoire(1108-1139)

Son prédécesseur est Aubri de Montoire.
Son successeur est Pierre I de Montoire.